# Friedrich von Schönburg
Friedrich von Schönburg (tschechisch Fridrich ze Šumburka) war ein böhmischer Hochadeliger aus dem Geschlecht der thüringisch-sächsischen Adelsfamilie Schönburg.

## Leben
Nach dem Tod des Bohuslav II. von Riesenburg im Jahr 1279, der mit Agathe von Schönburg († vor 1282), einer Schwester Schönburgs, verheiratet war, wurde Friedrich zum Vormund der Kinder sowie durch seine Schwester zum Verwalter der Riesenburgischen Augustiner-Eremiten-Stiftung zu Maria Krön, die über zu hohe Steuern klagten. Er erließ ihnen diese Abgaben und erklärte sie für robotfrei (nicht frondienstpflichtig). Zu seinen Nachbarn unterhielt er kein gutes Verhältnis, da er immer wieder Ansprüche auf deren Territorien stellte. Auch nach dem Antritt des neuen böhmischen König Wenzel als sich die Lage in Böhmen konsolidierte, verbesserte sich das Verhältnis nicht.
Nachfolgend kam zu Streitigkeiten mit dem Olmützer Bischof Dietrich von Neuhaus (tschechisch Dětrich z Hradce), als Schönburg an der Westseite des Dominiums der Hrabischitzer auf den Ländereien des Bischofs von Breslau die Veste Borschau ausbauen ließ. Vermutlich war die Anlage bereits von Boresch von Riesenburg als Bollwerk angelegt worden. Sie ging nach dem Landesverweis auf seinen Bruder Bohuslav II. über und nach dessen Tod an seine minderjährigen Söhne. Als deren Vormund ließ Schönburg 1285 die Burg gegen den Landfrieden ausbauen. Laut einem Schiedsspruch des Markgrafen Wenzel sollte er sie zerstören, was er jedoch nicht tat. Dadurch zwang er den Landesregenten, ihn mit Waffengewalt zu bezwingen. Die Königsaaler Chronik berichtet, dass schließlich der König selbst mit einem Heer 1286/1287 gegen den räuberischen Schönburger eingreifen musste. Wenzel besetzte Mährisch Trübau und Friedrich musste sich verbürgen, den Landfrieden nicht mehr zu stören. Diese Verpflichtung war genauso inhaltslos wie sein Versprechen, so dass ihn schließlich seine Bürgen gefangen nahmen und dem König auslieferten. Wenzel hatte jedoch Mitleid mit. Anstatt ihn zu hängen, ließ er ihm nur als Warnung einen Finger abhacken.
Damit gewann er Friedrich, der ihm nun treu ergeben war. Einige seiner Gefolgsleute setzten jedoch ihre Raubzüge und Kontribution von der Burg in Hochstein fort. Auch diese Burg hatte dem Friedrich III. von Schönburg gehört. Der König stellte noch einmal ein Heer zusammen und eroberte die räuberische Burg. Friedrich von Schönburg, Burggraf auf Kaaden, verstarb im Jahre 1312. Er wird in der tschechischen Literatur entweder als „Bedřich ze Šumburka“ oder „Fridrich ze Šumburka“ bezeichnet.

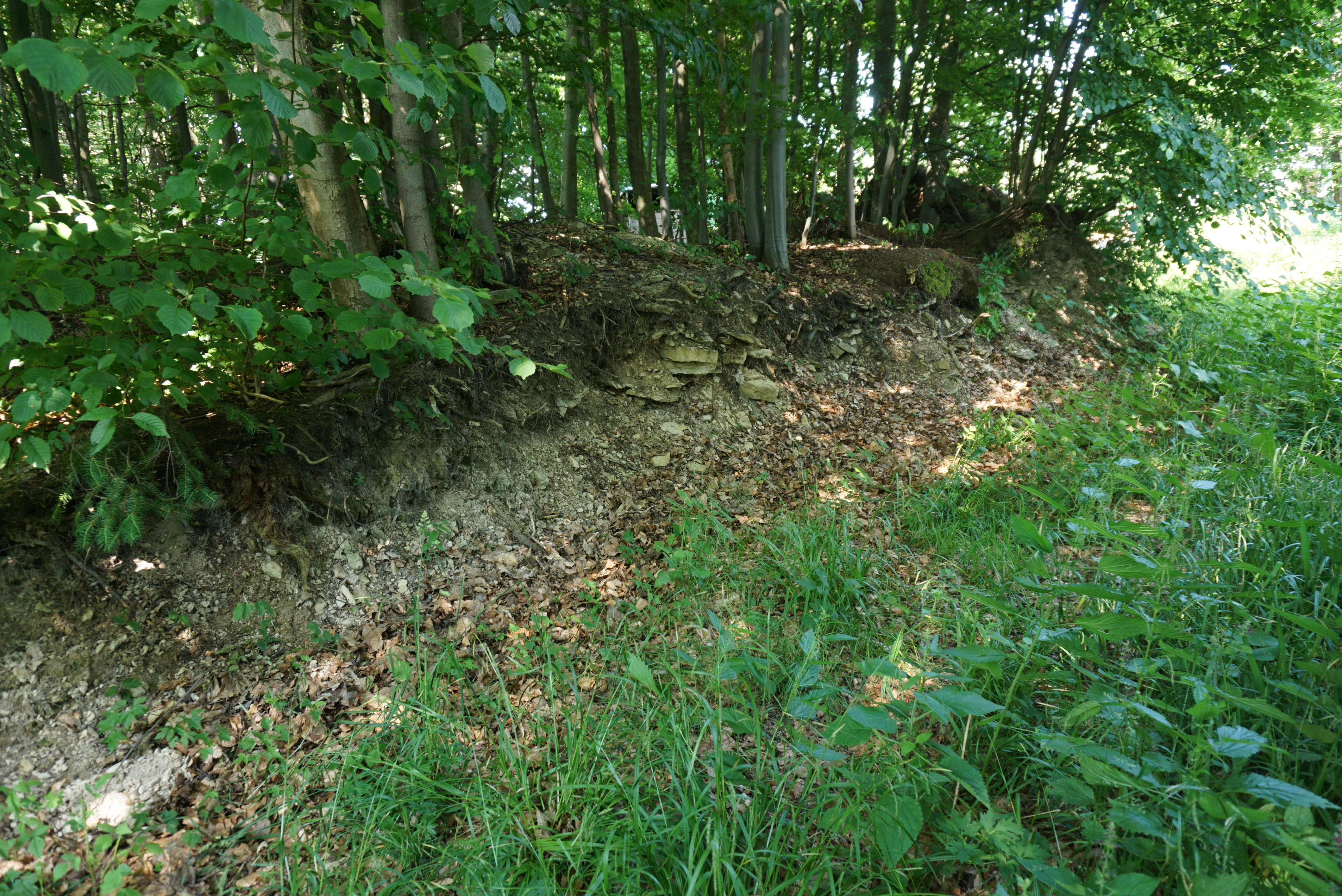
Burgstall Boršov (Borschau, Porstendorf) bei Mährisch Trübau, zerstört in der Fehde.

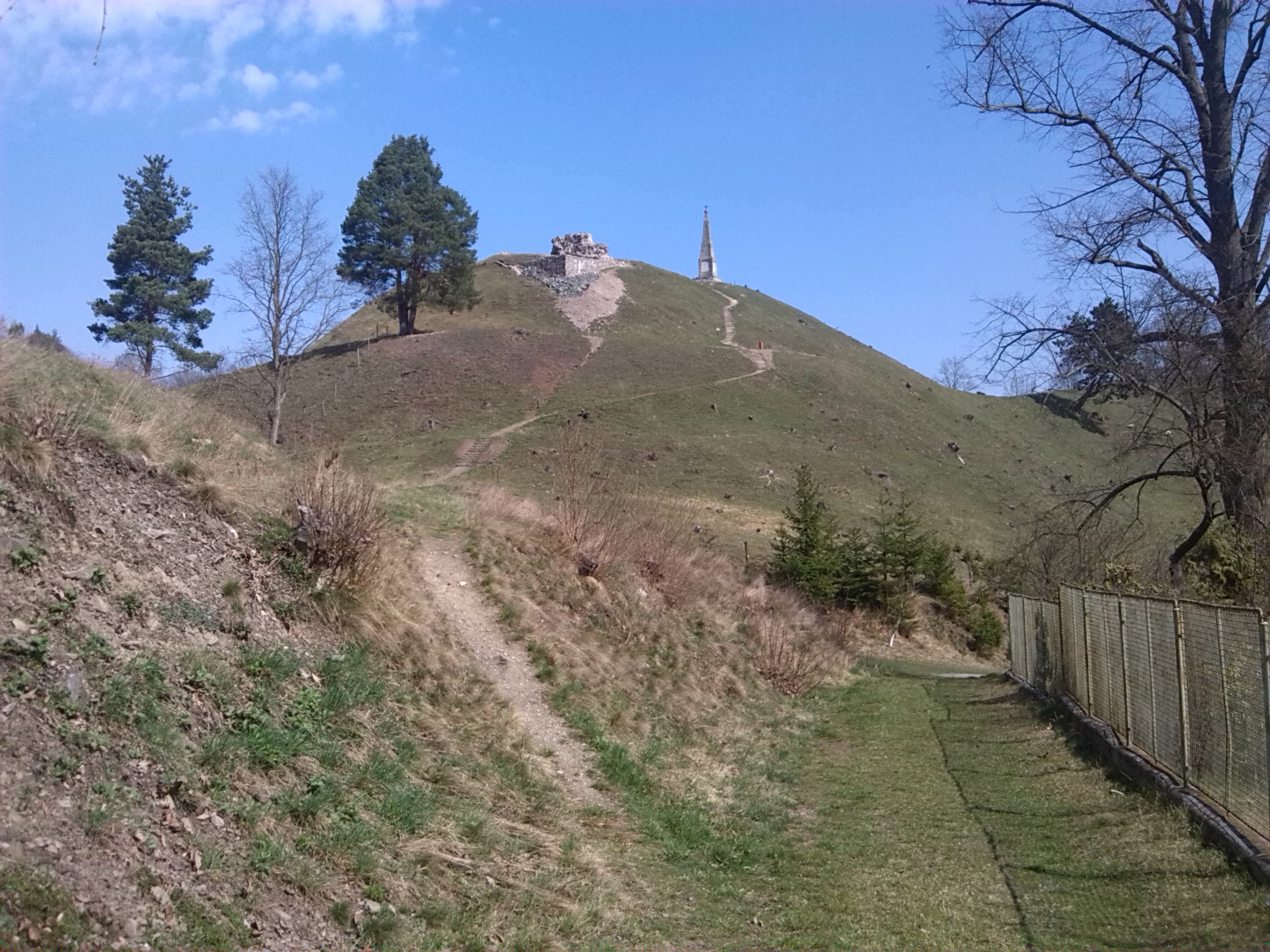
Burgberg in Hochstein mit Burgresten (1437 zerstört) und Obelisk-Denkmal.

Friedrich (III.) von Schönburg erlebte in Böhmen einen steilen gesellschaftlichen Aufstieg. Wohl auch durch die Heirat mit Agnes von Obran aus dem Geschlecht der Burggrafen von Olmütz. Nachdem ihm der böhmische König 1286 für den illegalen Burgbau einen Finger abhacken ließ und er eine sehr große Geldsumme (2000 Mark) Strafe bezahlen musste, ist er aber 1294/1295 als königlich-böhmischer Landrichter im Egerland und später als Burgrichter/Burggraf in Kaaden belegt. Nachdem der römisch-deutsche König Albrecht I. um 1300 das Pleißenland an Böhmen verpfändet hatte, ernannte König Wenzel II. Friedrich (III.) von Schönburg zum pleißenländischen Landesrichter (1300 und 1301 belegt).
Daher wird Friedrich III. letztlich Oberhaupt der schönburgischen Gesamtfamilie, obwohl er der jüngste von vier Brüdern war. Seine Brüder Friedrich II. und Dietrich I. verstarben vor 1299, sein ältester Bruder Hermann IV. im Jahr 1299. Friedrich III. entscheidet nun über die Aufteilung des Gesamtbesitzes Glauchau, Crimmitschau, Lichtenstein, Schlettau, Stollberg, Hassenstein und Pürstein unter den noch lebenden Schönburgern. Alle müssen seine Entscheidung respektieren, da er der Landesrichter des Pleißenlandes ist. Friedrich IV., Sohn von Hermann IV., erhält Crimmitschau als Hauptsitz, sowie Stollberg. Es entsteht die Linie Schönburg-Crimmitschau-(Stollberg). Die Söhne von Friedrich III.: Friedrich V., Hermann V. und Friedrich VI. erhalten jeweils einzeln die drei Herrschaften Pürstein(Birsenstein), Glauchau, Hassenstein.
Es entstehen so zunächst die vier Linien Glauchau, Pürstein, Hassenstein und Crimmitschau-Stollberg. Nur Stollberg und Glauchau sind noch reichsunmittelbar. Die Reichsunmittelbarkeit von Crimmitschau war schon zuvor offenbar verloren gegangen. Die böhmische Herrschaft und Burg Hassenstein und die reichsunmittelbare Herrschaft Stollberg werden zeitweise gemeinsamer Besitz zweier Linien sein. Die Herrschaft Schlettau ist mit Crimmitschau eng verknüpft.

## Familie
Als Brüder sind urkundlich belegt:
- Hermann IV (belegt 1261–1300)
- Friedrich II. (belegt 1261–1299)
- Dietrich I. (belegt 1261–1297)
- sowie Friedrich III. selbst (1261–1310 belegt)

Ihr Vater war Friedrich I. von Schönburg (belegt 1247 bis 1290), Herr zu Glauchau, wo er urkundete.
Friedrich III. von Schönburg hatte mindestens zwei erwachsene Schwestern, die im Jahr 1247 in einer Schenkungsurkunde erwähnt werden:
- Agatha ⚭ 1. Günther von Crimmitschau,[8] 2. Bohuslav II. von Riesenburg, hatte einen Sohn Slauko († 1277) aus erster Ehe
  - Mehrere Söhne, deren Vormund von Schönburg war
- Bertha ⚭ Otto Ritter von Gebhardsdorf
  - Adelheid ⚭ Heinrich von Crimmitschau

Für Friedrich (III.) von Schönburg werden mehrere Kinder erwähnt, die möglicherweise Kinder aus seiner Ehe mit einer Tochter (Agnes) des Gerhard von Obřany waren, der als sein Schwiegervater erwähnt wird.
- Hermann (V.), belegt 1310 bis 1334.[11]
- Friedrich (V.), belegt 1310 bis 1350/51[12]
- Dietrich,
- Friedrich junior (VI.), belegt 1310 bis 1328[13]
- und Heinrich.

Die Daten zu den Personen aus verschiedenen Quellen sind teilweise nicht identisch.